# Vanlig bäcklöpare
Vanlig bäcklöpare (Velia caprai) är en insektsart som beskrevs av Tamanini 1947. Vanlig bäcklöpare ingår i släktet Velia, och familjen vattenlöpare. Arten är reproducerande i Sverige.
Arten blir upp till 9 mm lång och den kan gå på vattenytan samt på fasta föremål. Individerna bildar vanligen grupper vid vattendragets kant. De kan dyka och de sitter ofta på vattenväxter för att överraska bytet som är en insekt.

## Bildgalleri

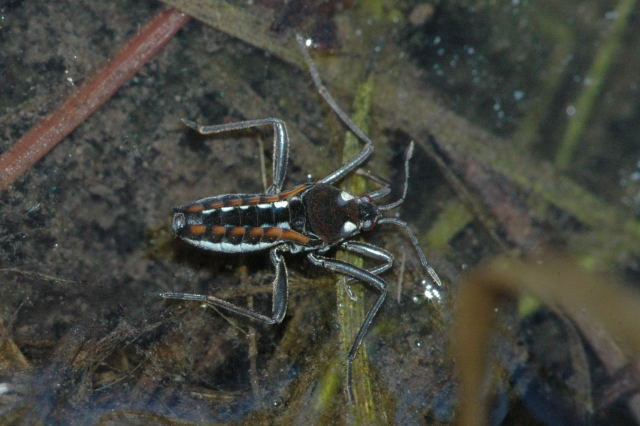
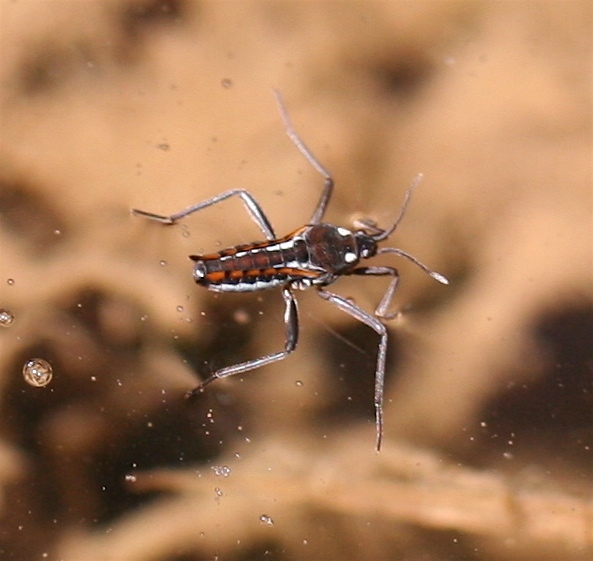